# Haeke
El haeke (’Aeke) és una llengua austronèsica, un dels dialectes de la regió de Voh-Koné del nord de Nova Caledònia, al municipi de Koné.